# Grand Prix moto des Pays-Bas 2019
Le Grand Prix moto des Pays-Bas 2019 est la 8e manche de championnat du monde de vitesse moto 2019.
Cette 71e édition du Grand Prix moto des Pays-Bas s'est déroulée du 28 au 30 juin sur le TT Circuit Assen.